# Cmentarz jeńców wojennych w Sosnowicach
Cmentarz jeńców wojennych – cmentarz położony w Sosnowicach koło Golczewa w województwie zachodniopomorskim. Cmentarz uznany jest za miejsce pamięci narodowej.

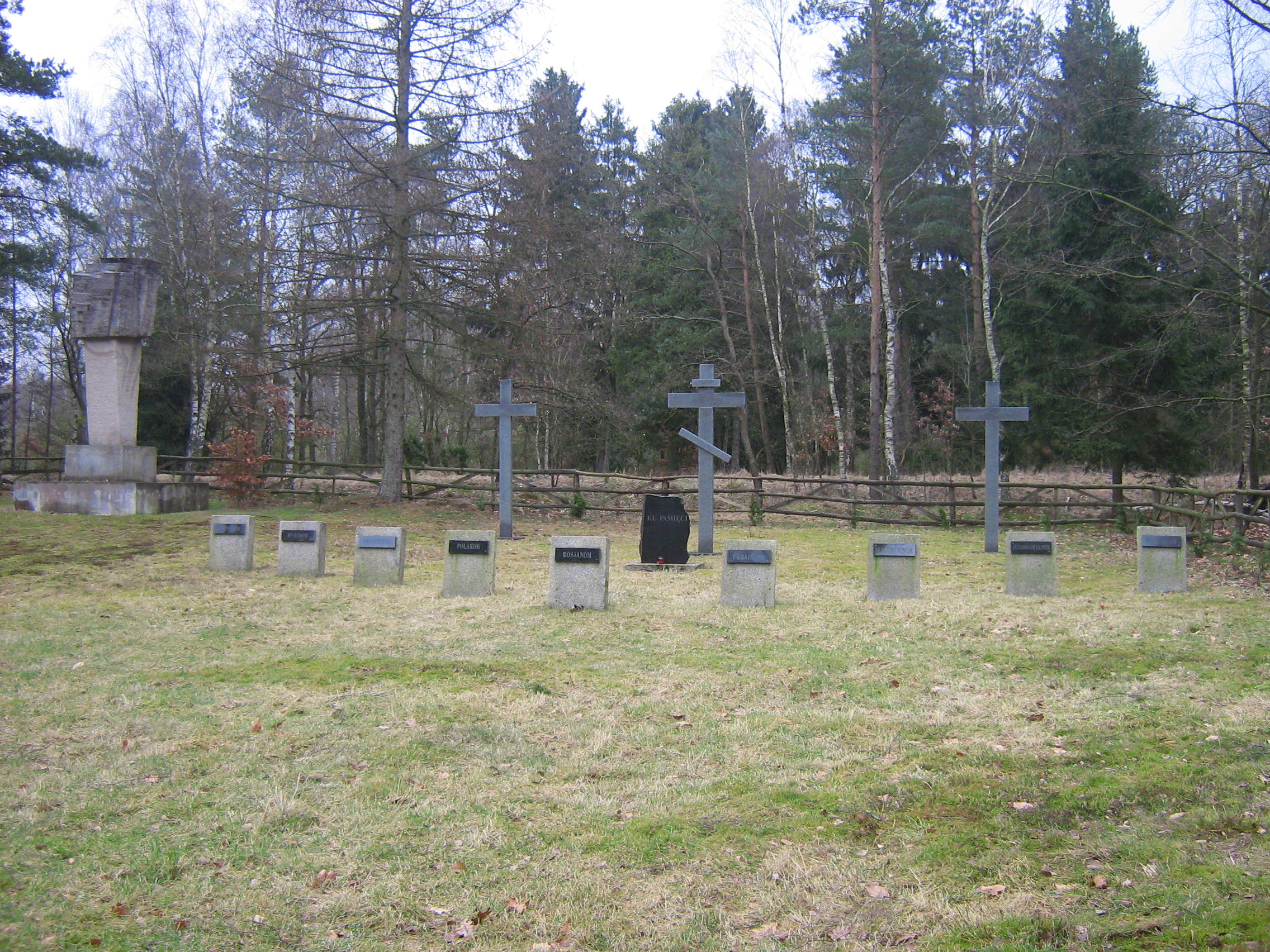
Widok ogólny cmentarza

## Cmentarz
Cmentarz znajduje się niedaleko miejsca, w którym znajdował się niemiecki obóz jeniecki. Pierwsze upamiętnienie pracujących tam jeńców miało miejsce w roku 1987. Postawiono wówczas duży, betonowy obelisk. W kolejnych latach urządzono tam cmentarz, ustawiono 10 tablic upamiętniających, tych którzy zginęli oraz trzy granitowe krzyże: katolicki, prawosławny i greckokatolicki. Tablice postawione w półokręgu są dedykowane (od lewej): Holendrom, Włochom, Francuzom, Polakom, Rosjanom, Ukraińcom i Białorusinom. Teren ogrodzono drewnianym płotem, postawiono granitową tablicę z napisem: „CMENTARZ JEŃCÓW WOJENNYCH” oraz plan cmentarza i informację o obozie i cmentarzu. Wkoło cmentarza nasadzone zostały tuje.

## Obóz
Budowę obozu rozpoczęto latem 1941 roku, kiedy to zostali przywiezieni pierwsi radzieccy jeńcy. Brak jest danych osobowych o przebywających tam jeńcach i dokładnej liczbie tych osób. W trakcie budowy wybuchła epidemia tyfusu. W sumie w obozie zmarło na pewno około 300 jeńców (według zeznań świadków właśnie na tyfus), jednak dokładna liczba ofiar nie jest znana. Obecnie w miejscu pochówku znajduje się pomnik. 
Obóz składał się z baraków, osobno dla mężczyzn i kobiet, szrajbsztuby-kancelarii i kantyny dla niemieckich oficerów. Jeńcy pracowali w fabryce amunicji oraz w zakładzie renowacji amunicji. Były to zarówno kobiety jak i mężczyźni różnych narodowości: Rosjanie, Ukraińcy, Łotysze, Francuzi, Polacy, Białorusini, Holendrzy i Włosi. Zatrudniano ich głównie przy załadunku i wyładunku wagonów z amunicją.
W magazynach z amunicją znajdowały się pociski różnego asortymentu, bomby, były podobno nawet pociski z gazem trującym, które w lutym 1945 roku zostały załadowane na wagony i wywiezione w nieznanym kierunku. W tym czasie lagier został zaminowany i wysadzony.
W październiku 2013 roku na cmentarzu przeprowadzano wstępne prace badawcze, których celem jest ustalenie tożsamości pochowanych i inwentaryzacja wszystkich pochówków celem ustalenia liczby zmarłych w niewoli.